# Kindergeburtstag
Der Kindergeburtstag ist ein über die gesamte Welt verbreiteter Brauch, bei dem der Geburtstag von Kindern mit einem Fest gefeiert wird.

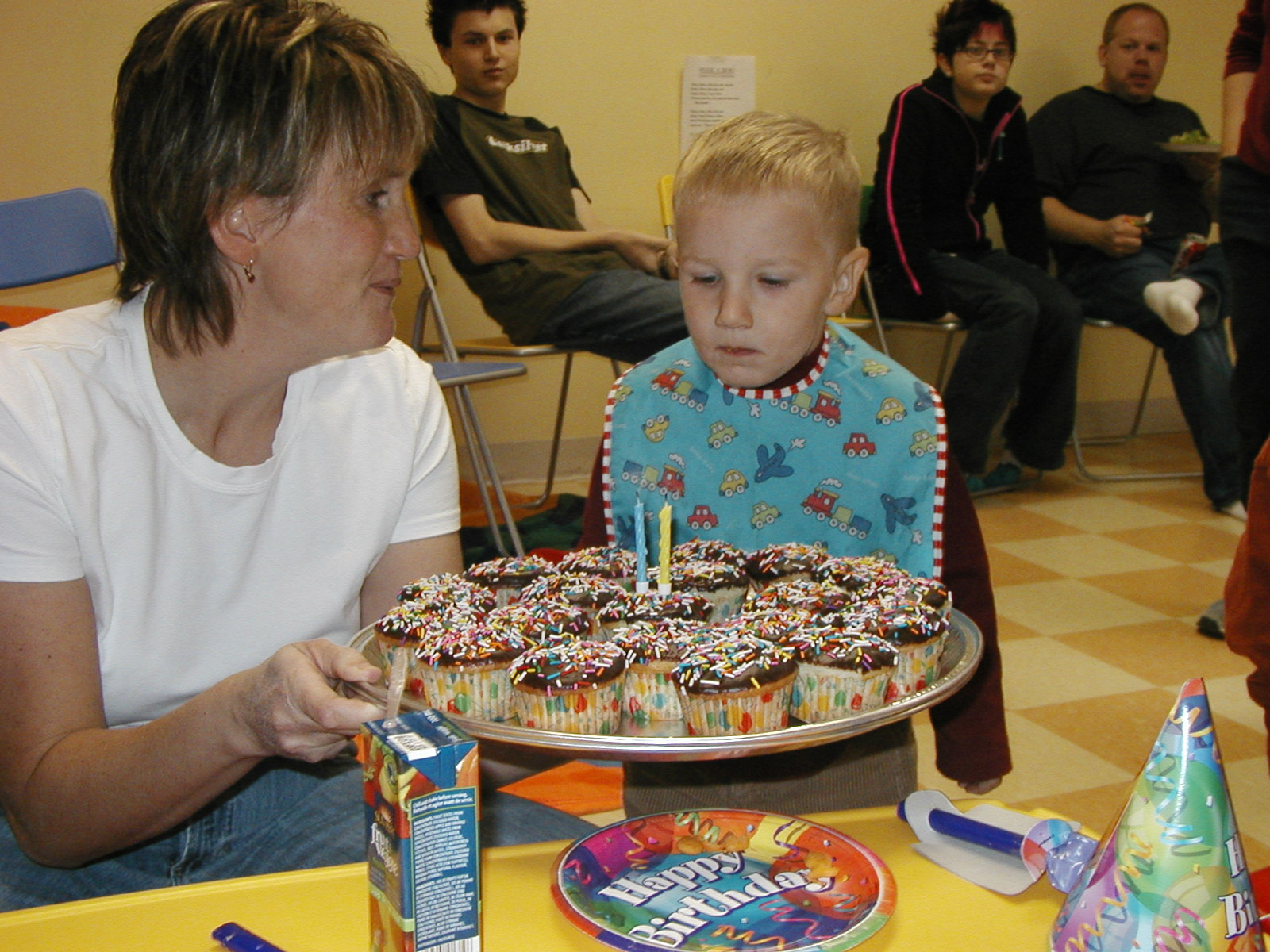
Feier anlässlich des zweiten Geburtstags

## Kindergeburtstage in Europa

### Ursprünge
Das Feiern von Geburtstagen reicht mindestens in die Antike zurück. Es ist nicht bekannt, wann damit begonnen wurde. Klar ist jedoch, dass die Voraussetzung ein Kalendersystem war, damit so ein wiederkehrender Tag überhaupt gefeiert werden konnte. Das Kalendersystem musste auch der normalen Bevölkerung zugänglich sein und nicht nur wenigen eingeweihten Priestern. Die Römer haben ausgelassene Geburtstagsfeiern veranstaltet. Im Mittelalter ging der Brauch dann verloren und man hat allenfalls den Herrn gefeiert. Die Christliche Kirche tat sich einige Zeit sogar schwer mit Weihnachten, also der Feier zur Geburt Jesu. Vielen Menschen im mittelalterlichen Mitteleuropa war der eigene Geburtstag gar nicht bekannt.
In Deutschland kam das Feiern des Geburtstages erst mit der Reformation wieder auf. Die Entdeckung des Individuums scheint wichtig gewesen zu sein. Man durfte sich selbst feiern. Die Anfänge des Kindergeburtstages in Deutschland sind wohl die sogenannten Kinderkränzchen, die zu Beginn des 18. Jahrhunderts in Adelskreisen und der bürgerlichen Oberschicht eingerichtet wurden. Kinder sollten mit diesen Feiern an standesgemäßes Verhalten, Kommunikationsformen und Repräsentationspflichten gegenüber Gästen herangeführt werden. Im 19. Jahrhundert übernahm das Bürgertum die Geburtstagsfeiern. Ungefähr seit Mitte des 19. Jahrhunderts gehört der Geburtstagskuchen als fester Bestandteil zur festlich gedeckten Geburtstagstafel. In ländlichen Gegenden bestand der Brauch bereits um 1800. Für die landesweite Verbreitung sorgten Dienstmädchen, die zur Arbeit vom Land in die Städte gingen und den damals üblichen Geburtstagskuchen, den Napfkuchen, mit zu ihren neuen Stellen nahmen.
Die Tradition der Geburtstagskerzen entstand parallel zu den Kuchen wahrscheinlich aus dem Grund, Kindern die Bedeutung eines neuen Lebensjahres erfahrbar zu machen, da der Geburtstag im Gegensatz zu anderen einschneidenden Erlebnissen wie dem Verlust von Milchzähnen oder der Einschulung nicht mit sinnlich erfahrbaren Dingen oder Gegenständen verbunden ist. Schon 1775 hieß es in einer fiktiven Geschichte in der Zeitschrift Der Kinderfreund, die von Christian Felix Weiße, dem Begründer der deutschen Kinder- und Jugendliteratur, herausgegeben wurde: 
Die Tür ging auf und der Glanz der Lichter kündigte ein kleines Augengebinde an, das ihm seine Geschwister von der Mama begleitet, in einem Kuchen mit neun Lichtern, nach der Anzahl seiner Jahre besteckt, überreichten.

### Einladungen und Geschenke
Eingeladen werden Freunde und Mitschüler, gelegentlich Erzieher und Angehörige. Die Eingeladenen bringen üblicherweise Geschenke mit. In deutschsprachigen Ländern ist es bisweilen üblich, nach der Feier den Gästen ein kleines Geschenk mitzugeben, meistens ein kleines Säckchen Süßigkeiten. 

### Essen und Trinken

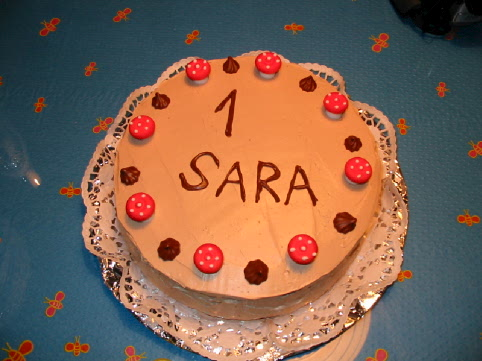
Ein Geburtstagskuchen für ein einjähriges Kind

Zu einem Kindergeburtstag gehört ein Geburtstagskuchen. Auf ihm befinden sich Kerzen, die das Alter des Geburtstagskindes angeben und die das Kind ausblasen muss.

### Geburtstagslieder

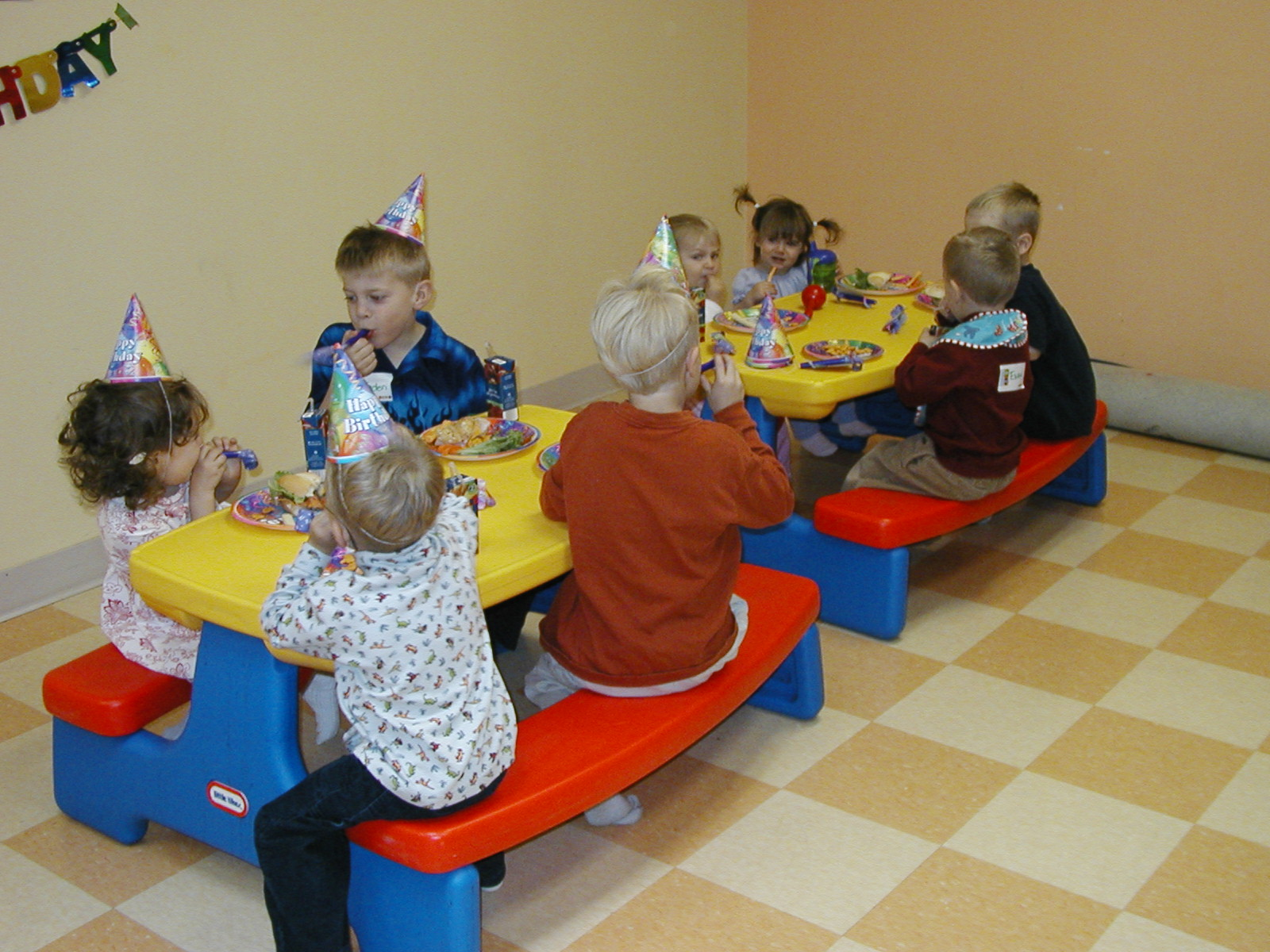
Kinder an einem Geburtstagstisch

Die Gäste singen dem Geburtstagskind meist ein Ständchen, wie etwa Happy Birthday, Hoch soll er leben (Hoch soll sie/er leben, hoch soll sie/er leben, dreimal hoch!) oder Wie schön, dass du geboren bist.
Andere Länder haben ihre eigenen Lieder. In Polen singt man z. B. „Sto lat, sto lat“ (Hundert Jahre soll er/sie leben). In Ungarn sind das Kinderlied (ursprünglich kein Geburtstagslied) Ég a gyertya, ég (Die Kerze brennt) bzw. ein Geburtstagslied einer in Ungarn sehr bekannten Schauspielerin und UNICEF-Botschafterin, Judit Halász, unter dem Titel Boldog születésnapot (Alles Gute zum Geburtstag) beliebt. In Persien singt man Tavalodet Mobarak, bia shama ro fut kon ta sad sal zende bashi. Es bedeutet Alles Gute zum Geburtstag, blas die Kerzen aus, auf dass du noch 100 Jahre lebst.

### Spiele
Auf einem Kindergeburtstag werden verschiedene Kinderspiele veranstaltet. In Deutschland und in Österreich populär sind Topfschlagen, Sackhüpfen, Eierlaufen, Reise nach Jerusalem, Blinde Kuh, Mehlschneiden oder auch Armer schwarzer Kater; unter Schulkindern auch Stille Post, Teekesselchen und Scharade. Oft erhält der Sieger eines Spiels eine Süßigkeit oder ein Spielzeug als Gewinn. Manchmal wird auch eine Schnitzeljagd oder eine Schatzsuche veranstaltet, bei der die Kinder verschiedene Stationen mit Aufgaben und Spielen haben und am Ende etwas (meistens eine „Schatztruhe“ mit Süßigkeiten) finden müssen. Bei manchen Geburtstagspartys werden auch sportliche Wettkämpfe veranstaltet. Beliebt sind auch Übernachtungspartys mit vorangegangener Nachtwanderung und Themenpartys.
Die Ansprüche an ein gelungenes Kinderfest sind sehr unterschiedlich: Sie reichen von der einfachen Bereitstellung von Spielraum und Spielgelegenheiten für das freie Spielen der Kinder über das Organisieren der Spielabläufe durch Erwachsene bis hin zur gemeinsamen kreativen Umsetzung eigener Spielideen, der Entdeckung natürlicher Spielmaterialien, der Entwicklung von Spielvarianten und dem Erfinden eigener Spielformen und Spielregeln.

### Themenfeste
Geburtstage werden häufig unter ein bestimmtes Thema gestellt, etwa als Indianer-, Gespenster-, Prinzessinnen-, Zauberer- oder Hexenfest. Dabei wird zu entsprechender Verkleidung angeregt, die Kinder werden themagerecht geschminkt, der Kuchen wird entsprechend dekoriert. Es werden während des Festes auf das Thema bezogene Bastelarbeiten angefertigt und Spiele gespielt.

## Kindergeburtstage in anderen Teilen der Welt

### Mexiko
In Mexiko ist es üblich, eine sogenannte Piñata herzustellen. Diese Pappmaché-Kugel hängt an der Decke, und die Gäste dürfen sie mit verbundenen Augen zerschlagen. Im Inneren befinden sich Süßigkeiten. Dieser Brauch gilt auch für andere Feste in Mexiko.

### Vereinigte Staaten

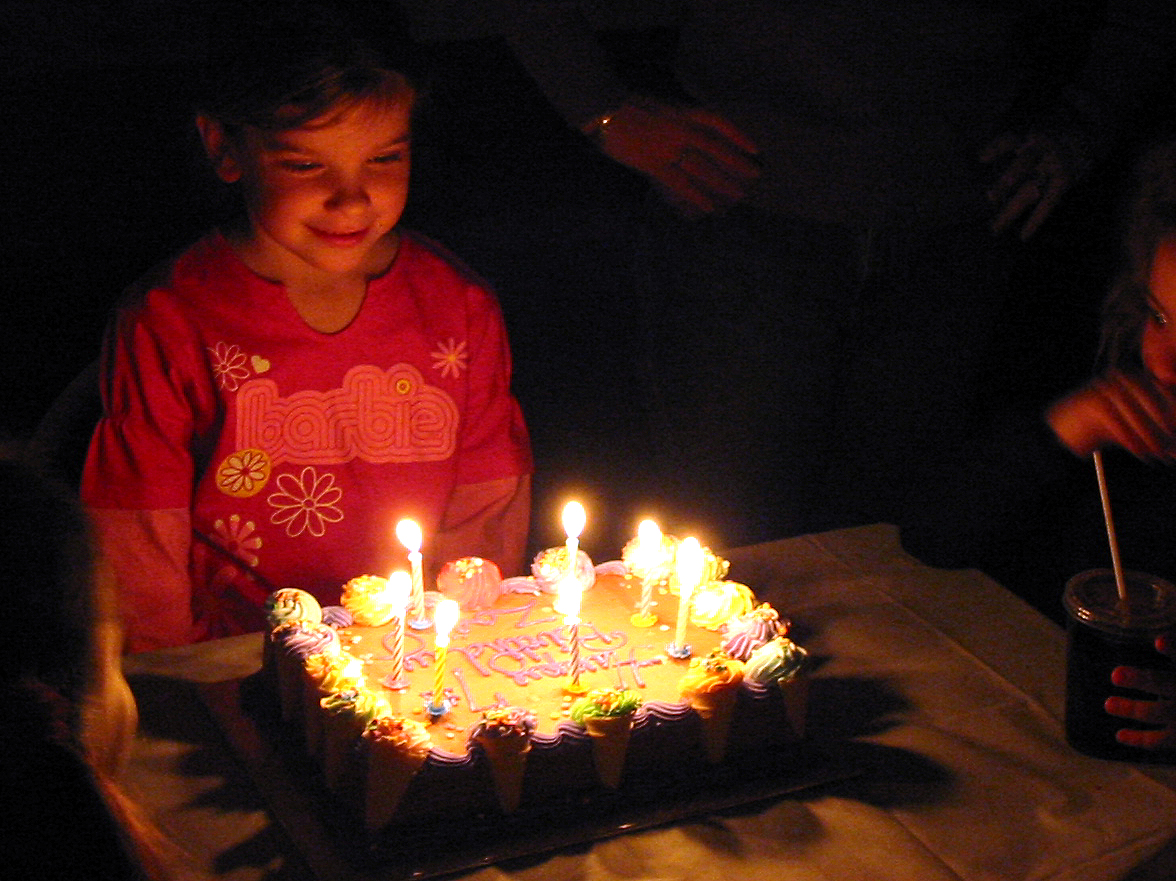
Amerikanisches Kind vor seiner Geburtstagstorte

In den Vereinigten Staaten werden Kindergeburtstage häufig nicht zu Hause, sondern bei Veranstaltern durchgeführt, die für Kinderpartys einen besonderen Rahmen und ein Thema bieten können. In diesem Fall wird meist die ganze Day Care-Gruppe bzw. Schulklasse eingeladen. Geburtstagspartys finden im Schwimmbad, an der Bowlingbahn oder in Spiel- und Vergnügungseinrichtungen statt. Häufig werden auch in Räumlichkeiten eines Natur- oder Kulturzentrum oder in der Niederlassung einer Fastfoodkette gefeiert. Viele Bau- und Hobbymärkte bieten zudem Bastelpartys an. Größere Kinder, besonders Mädchen, bevorzugen gelegentlich eine Slumber Party, bei der die eingeladenen Kinder über Nacht bleiben.
Die in Deutschland üblichen Geburtstagsspiele sind in den Vereinigten Staaten weitgehend unbekannt. Umgekehrt sind die meisten Spiele, die bei amerikanischen Kindergeburtstagen gespielt werden – z. B. das ursprünglich mexikanische Piñata-Schlagen – in Deutschland unüblich. Insgesamt sind Geburtstagsspiele in den USA jedoch weniger stark verbreitet als in Deutschland.
Unerlässlicher Bestandteil jeder amerikanischen Kindergeburtstagsparty ist hingegen eine nach deutschen Maßstäben übergroße Sahne-, Buttercreme- oder Eistorte, die farbenprächtig dekoriert ist und den Schriftzug „Happy Birthday (Vorname des Kindes)“ trägt. Besonders beliebt sind bei amerikanischen Kindern Thementorten, z. B. mit Zeichentrick-Charakteren aus aktuellen Kinofilmen, die in vielen Supermärkten auf Bestellung dekoriert werden. Das Anfertigen einer selbstgebackenen Geburtstagstorte ist kaum verbreitet. Bevor das Kind unter Applaus die auf der Torte befestigten Kerzen (die der Anzahl seiner Lebensjahre entsprechen) ausbläst, wird das Happy-Birthday-Ständchen gesungen. Vorschulkinder legen meist auch Wert auf Geburtstagshüte und Luftrüssel (blowouts).
Da Amerikaner Torte nicht als Zwischenmahlzeit, sondern als Dessert empfinden, ist es üblich, dass unmittelbar vor der Torte eine Platten-Pizza serviert wird. Auch Tortilla-Chips, Popcorn und Ähnliches wird gern gereicht.
Anders als in Deutschland werden Geburtstagsgeschenke nicht unmittelbar nach dem Überreichen ausgepackt, sondern auf einem Tisch gesammelt und vom Geburtstagskind erst kurz vor dem Ende der Party ausgepackt. Vor allem bei jüngeren Kindern (unter acht Jahren) ist es üblich, dass alle eingeladenen Kinder beim Abschied eine Tüte mit Süßigkeiten oder kleinem Spielzeug (goody bag) erhalten.
Kindergeburtstagspartys dauern in den USA meist präzise zwei Stunden, um den Eltern, die die kleinen Gäste zur Party fahren und später wieder abholen müssen, eine klare Orientierung zu bieten.
Auch in den Day Care Centers und Schulen ist es üblich, die Geburtstage der Kinder zu feiern. Jüngere Kinder dürfen an ihrem Ehrentag eine Krone oder Ähnliches tragen. Die Eltern des Geburtstagskindes tragen Gebäck bei, üblicherweise Cupcakes, weil diese einfach zu servieren sind. Grundschullehrer, die Schreibanfänger unterrichten, nehmen den Geburtstag eines Kindes gern zum Anlass, die übrigen Schüler an das Geburtstagskind persönliche Nachrichten schreiben zu lassen. Geburtstagsgeschenke dagegen erhalten die Kinder in der Schule nicht.